# Joya grabada

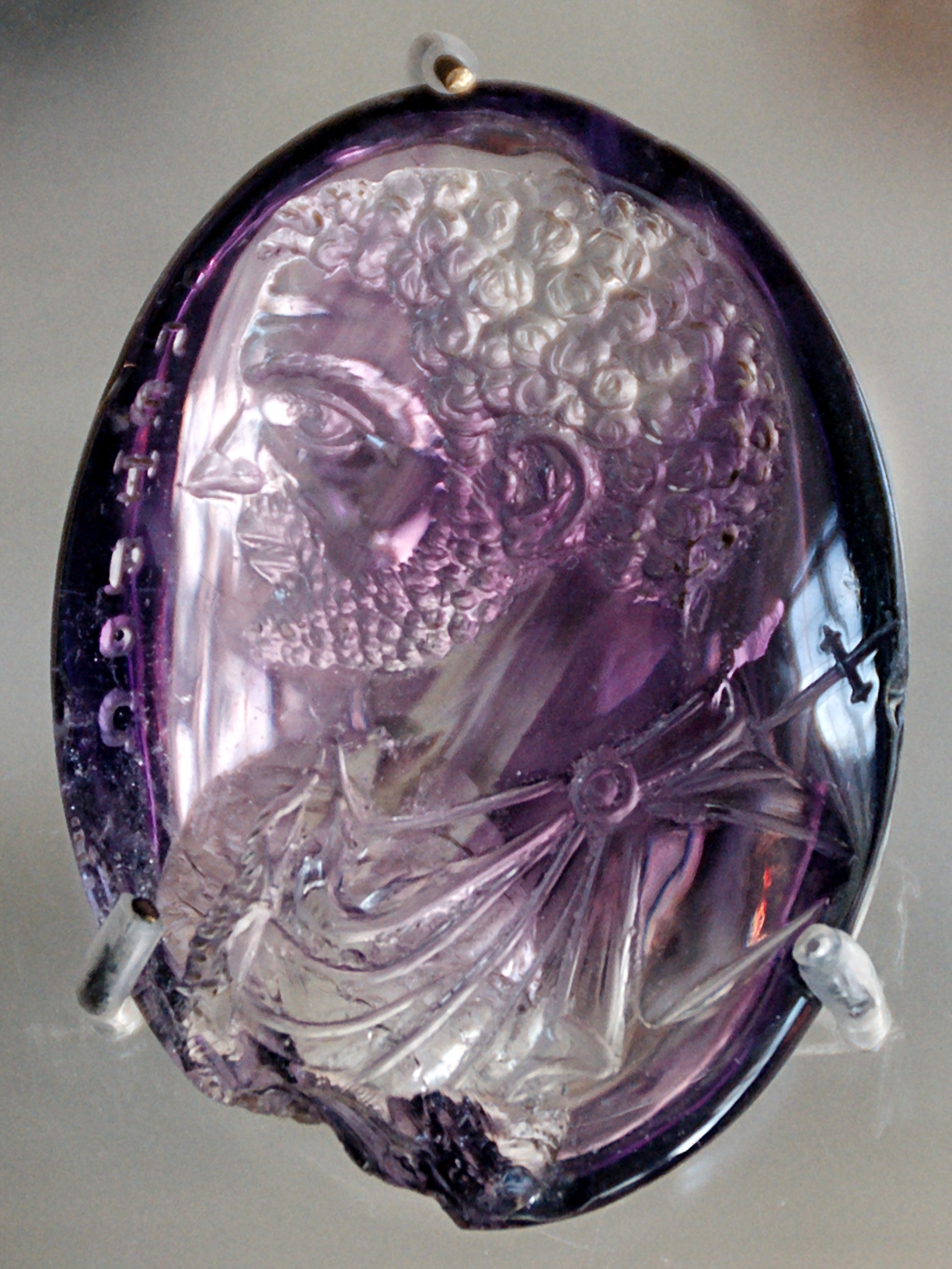
Retrato romano de Caracalla en amatista, estuvo en el Tesoro de Sainte-Chapelle, cuando se adaptó agregándole una inscripción y una cruz para representar a San Pedro.

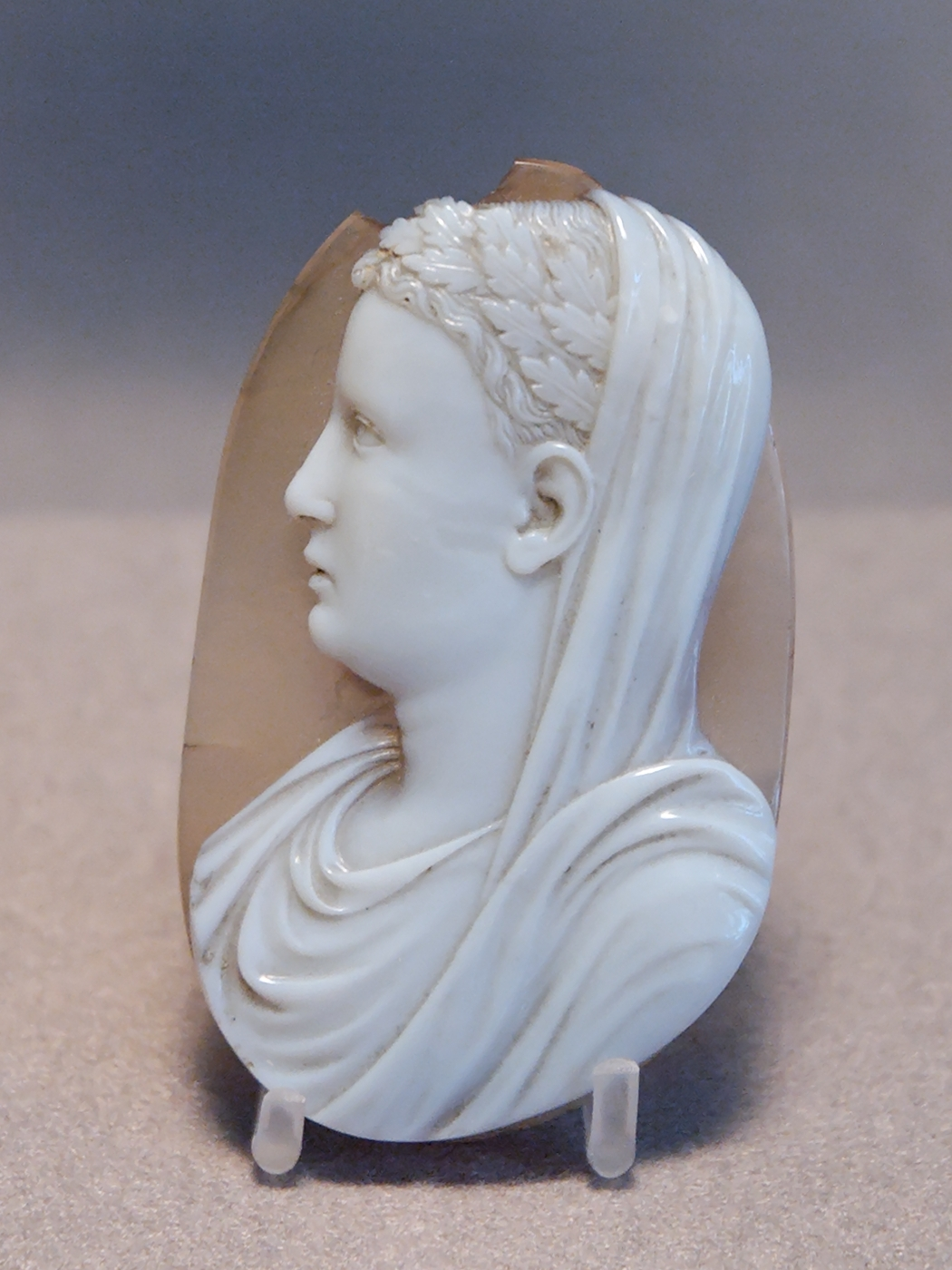
Camafeo de un príncipe romano.

Una joya grabada, a menudo llamada un entalle, es una gema pequeña y por lo general semipreciosa que ha sido tallada, en la tradición occidental normalmente con imágenes o inscripciones solo en una cara. El grabado de piedras preciosas era una forma de arte de lujo importante en el mundo antiguo, y también lo ha sido en algunos períodos posteriores.
En sentido estricto, grabado significa talla en entalle (con el dibujo tallado en el fondo plano de la piedra), pero las tallas en relieve (con el diseño proyectado fuera del fondo como en casi todos los camafeos ) también están cubiertas por el término. Este artículo utiliza el camafeo en su sentido estricto, para denotar un tallado que explota capas de piedra de diferentes colores.  La actividad también se llama tallado de gemas y los artistas cortadores de gemas.  Las referencias a gemas antiguas e intaglios en un contexto de joyería casi siempre significan gemas talladas; cuando se hace referencia a una escultura monumental, es más probable que se utilice el contrarelieve, que significa lo mismo que intaglio.  Los grandes vasos como la Copa de los Ptolomeos y cabezas o figuras talladas también se conocen como tallas de piedra dura. 
El arte glíptico cubre el campo de las pequeñas piedras talladas, incluidos sellos cilíndricos e inscripciones, especialmente en un contexto arqueológico.  Aunque se buscaron con entusiasmo en la antigüedad, la mayoría de las gemas talladas funcionaron originalmente como sellos, a menudo montados en un anillo; los diseños de intaglio se registran más claramente cuando son vistos por el destinatario de una carta como una impresión en cera endurecida. Un sello finamente tallado era práctico, ya que hacía más difícil la falsificación: la firma personal distintiva no existía realmente en la antigüedad. 

## Técnica
La mayoría de las gemas se cortaban utilizando polvo abrasivo de piedras más duras en conjunto con un taladro manual, probablemente en un torno. El esmeril ha sido extraído en polvo abrasivo en Naxos desde la antigüedad. Algunos tipos tempranos de sello se cortaron a mano, en lugar de con un taladro, lo que no permite detalles finos. No hay evidencia de que los cortadores de gemas en la antigüedad utilizaran lentes de aumento. Aún existe una guía medieval de técnicas de talla de gemas, la de Teófilo Presbítero. Los cortadores bizantinos utilizaban una rueda de borde plano en un taladro para el trabajo en huecograbado, mientras que los carolingios usaron taladros de punta redonda; no está claro de dónde aprendieron esta técnica. Al menos en las gemas de entalle, la superficie de corte ahuecada suele estar muy bien conservada, y el examen microscópico revela la técnica utilizada. El color de varias gemas puede mejorarse con varios métodos artificiales, utilizando calor, azúcar y colorantes. Se puede demostrar que muchos de estos se han utilizado desde la antigüedad, desde el séptimo milenio a. C. en el caso del calentamiento.

## Historia

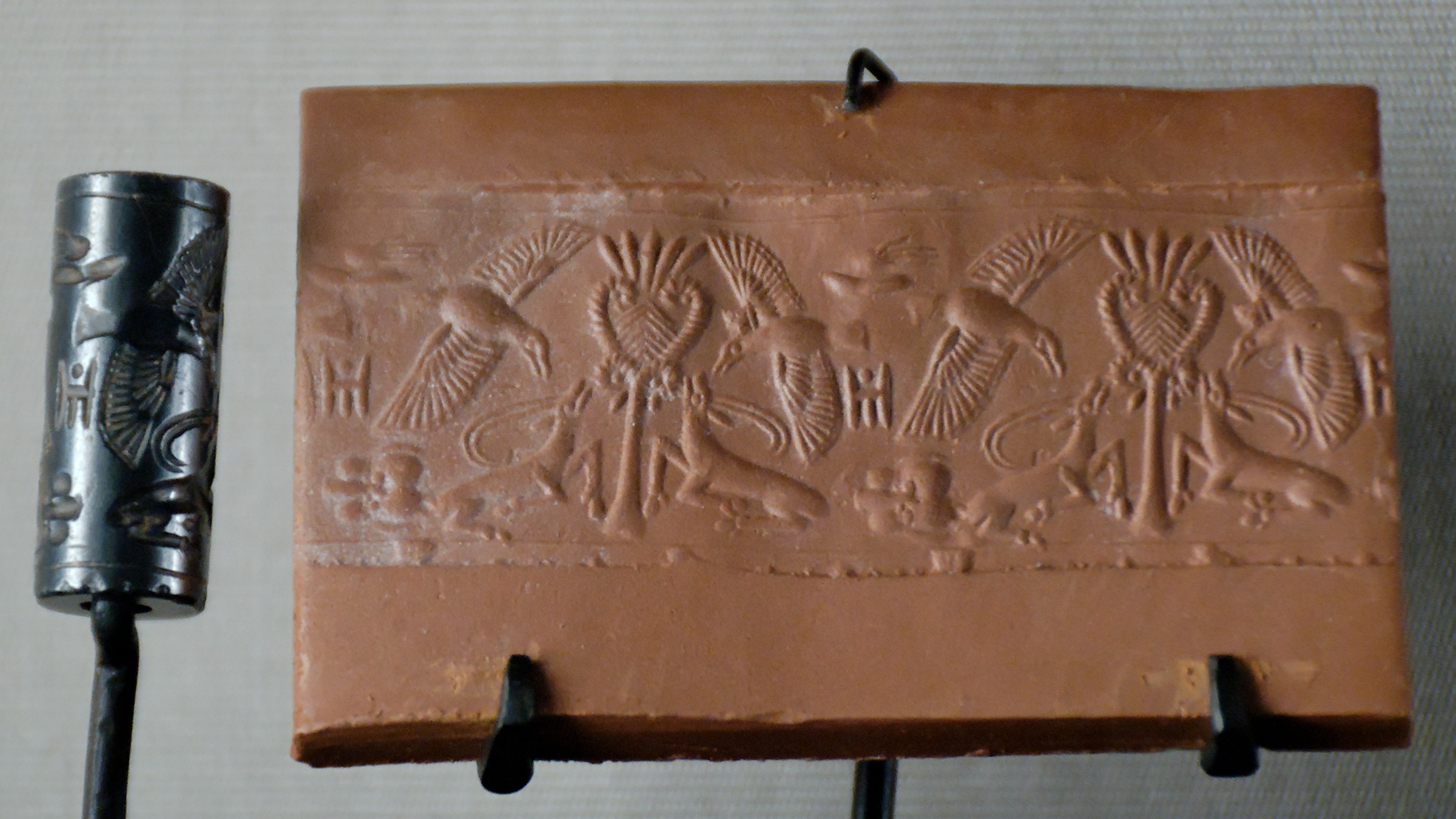
Antílopes atacados por aves: sello cilíndrico en hematita y su impresión. Edad del Bronce final (quizás siglo XIV a. C.), de Chipre en el período minoico, siguiendo los precedentes del Cercano Oriente.

La técnica tiene una antigua tradición en Oriente Próximo y Medio y está representada en todas las culturas más antiguas de la zona y en la civilización del valle del Indo. El sello cilíndrico, cuyo diseño solo aparece cuando se enrolla sobre arcilla húmeda, a partir del cual se desarrolló el tipo de anillo plano, fue la forma habitual en Mesopotamia, Asiria y otras culturas, y se extendió al mundo minoico, incluidas partes de Grecia y Chipre. Estaban hechos en varios tipos de piedra, no todos de piedra dura. La tradición griega surgió en el arte griego antiguo bajo la influencia minoica en la cultura heládica continental, destacando la sorprendente ágata del combate de Pilos y alcanzó el apogeo de la sutileza y el refinamiento en el período helenístico. Los sellos del Antiguo Egipto anteriores al periodo helenístico tienden a tener inscripciones en jeroglíficos en lugar de imágenes. El libro bíblico del Éxodo describe la forma del hoshen, un peto ceremonial usado por el Sumo Sacerdote, que contenía doce gemas grabadas con los nombres de las doce tribus de Israel. 
Las gemas griegas redondas u ovaladas (junto con objetos similares en hueso y marfil) se encuentran en los siglos VIII y VII a. C., generalmente con animales en poses geométricas enérgicas, a menudo con un borde marcado con puntos o un cerco. Los primeros ejemplos son en su mayoría en piedras blandas. Las gemas del siglo VI a. C. son más a menudo ovales, como un escarabeo (en el pasado este tipo se llamaba "escarabajo"), y figuras humanas o divinas, así como animales; la forma de escarabajo fue adoptada aparentemente de Fenicia. Las formas son sofisticadas para el período, a pesar del tamaño generalmente pequeño de las gemas. En el siglo V a. C., las gemas se hicieron un poco más grandes, pero aun así, tenían solo 2-3 centímetros de altura. A pesar de esto, se muestran detalles muy finos, incluidas las pestañas en una cabeza masculina, tal vez un retrato. Las cuatro gemas firmadas por Dexamenos de Quíos son las mejores del período, dos que muestran garzas.

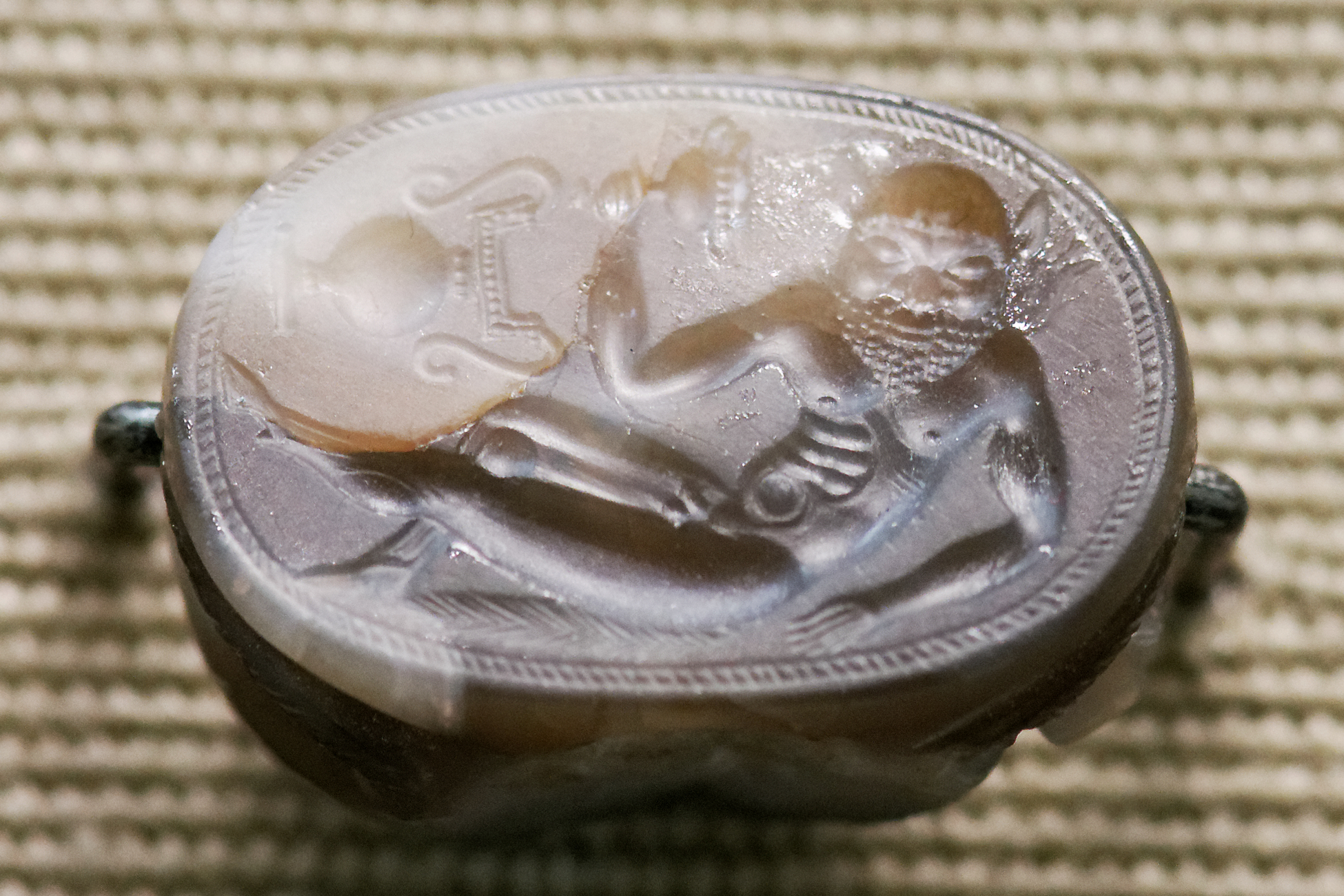
Sátiro reclinado, etrusco c. 550 a. C., 2,2 cm de ancho. Hay que tener en cuenta que el jarrón se muestra "de lado"; es característico de las primeras gemas que no todos los elementos del diseño se lean desde la misma dirección de visión.

La talla en relieve se hizo común en el siglo V a. C. en Grecia, y gradualmente la mayoría de las espectaculares gemas talladas en la tradición occidental estaban en relieve, aunque las tradiciones sasánidas y otras permanecieron fieles a la forma de entalle.
El camafeo, que es raro en forma de entalle, parece haber llegado a Grecia alrededor del siglo III a. C.; la taza Farnesio es el único ejemplo helenístico importante que sobrevive (dependiendo de la fecha asignada al Camafeo Gonzaga, véase más abajo), pero otras imitaciones en pasta de vidrio con retratos sugieren que se hicieron camafeos del tipo gema en este período. Las conquistas de Alejandro Magno abrieron nuevas rutas comerciales al mundo griego y aumentaron la gama de gemas disponibles. Las gemas romanas en general continuaron con los estilos helenísticos y pueden ser difíciles de fechar, hasta que su calidad declina bruscamente a fines del siglo II d. C.

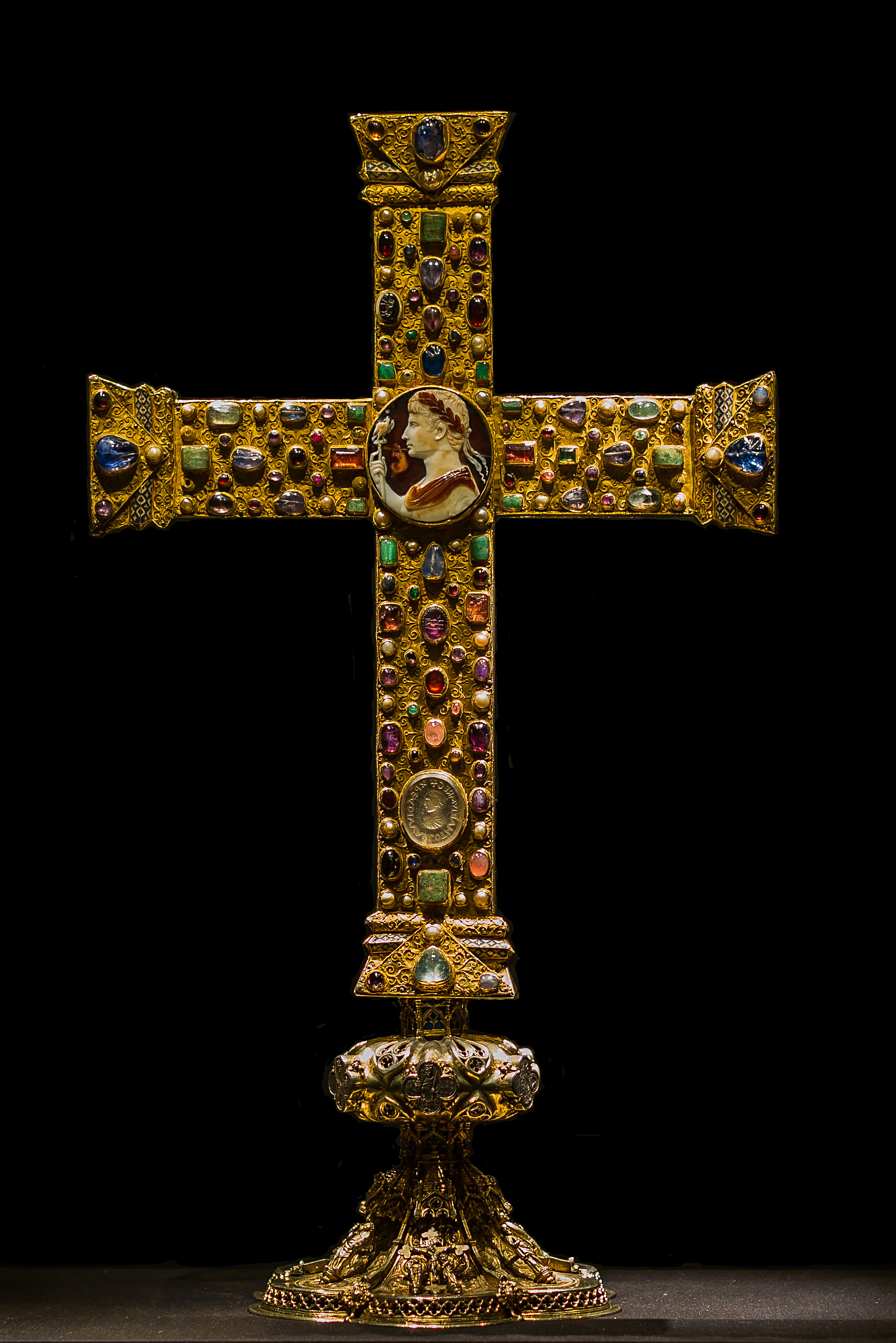
Hay varias gemas grabadas antiguas y medievales incrustadas en la Cruz sajona de Lotario.

Durante la Edad Media europea, las gemas grabadas antiguas eran una forma de arte clásico que siempre fue muy valorada. Las gemas antiguas supervivientes se utilizaron para decorar piezas elaboradas de orfebrería, como coronas votivas, portadas de libros y cruces, a veces de forma inadecuada dado su tema. Mateo de París ilustró una serie de gemas propiedad de la Abadía de San Albano, incluido un gran camafeo imperial romano tardío (ahora perdido) llamado Kaadmau, que se usaban para provocar partos atrasados a su contacto supuestamente benéfico. Algunas gemas fueron grabadas, en su mayoría con escenas religiosas en entalle, durante el período tanto en Bizancio como en Europa.
En Occidente, la producción revivió en el período carolingio, cuando el cristal de roca era el material más común. El Cristal de Lotario (o Cristal de Susana, Museo Británico, 11.5  cm de diámetro), claramente no diseñado para su uso como sello, es la más conocida de las 20 gemas entalladas grandes carolingias sobrevivientes con complejas escenas figurativas, aunque la mayoría se utilizaron para sellos. Se diseñaron varios cristales, como el cristal de Susana, para verlos a través de la gema desde el lado no grabado, por lo que sus inscripciones estaban invertidas como en los sellos. En testamentos e inventarios, las gemas grabadas a menudo tenían un lugar privilegiado a la cabeza en una lista de tesoros.
Algunas gemas se hicieron en el sur de Italia para la corte de Federico II el emperador del Sacro Imperio Romano en una evocación notablemente efectiva del estilo clásico, en la primera mitad del siglo XIII, varias en el Cabinet des Médailles en París.  Mientras tanto, la iglesia lideró el desarrollo de matrices de sellos metálicos grandes, a menudo de doble cara, para sellos de cera que quedaban adheridos permanentemente a cartas y documentos legales similares, colgando de una cuerda, aunque permanecieron en uso sellos de anillo más pequeños que se rompían cuando se abría la carta. No está claro hasta qué punto esto también continuó las prácticas del mundo antiguo.

## Revitalización en el Renacimiento

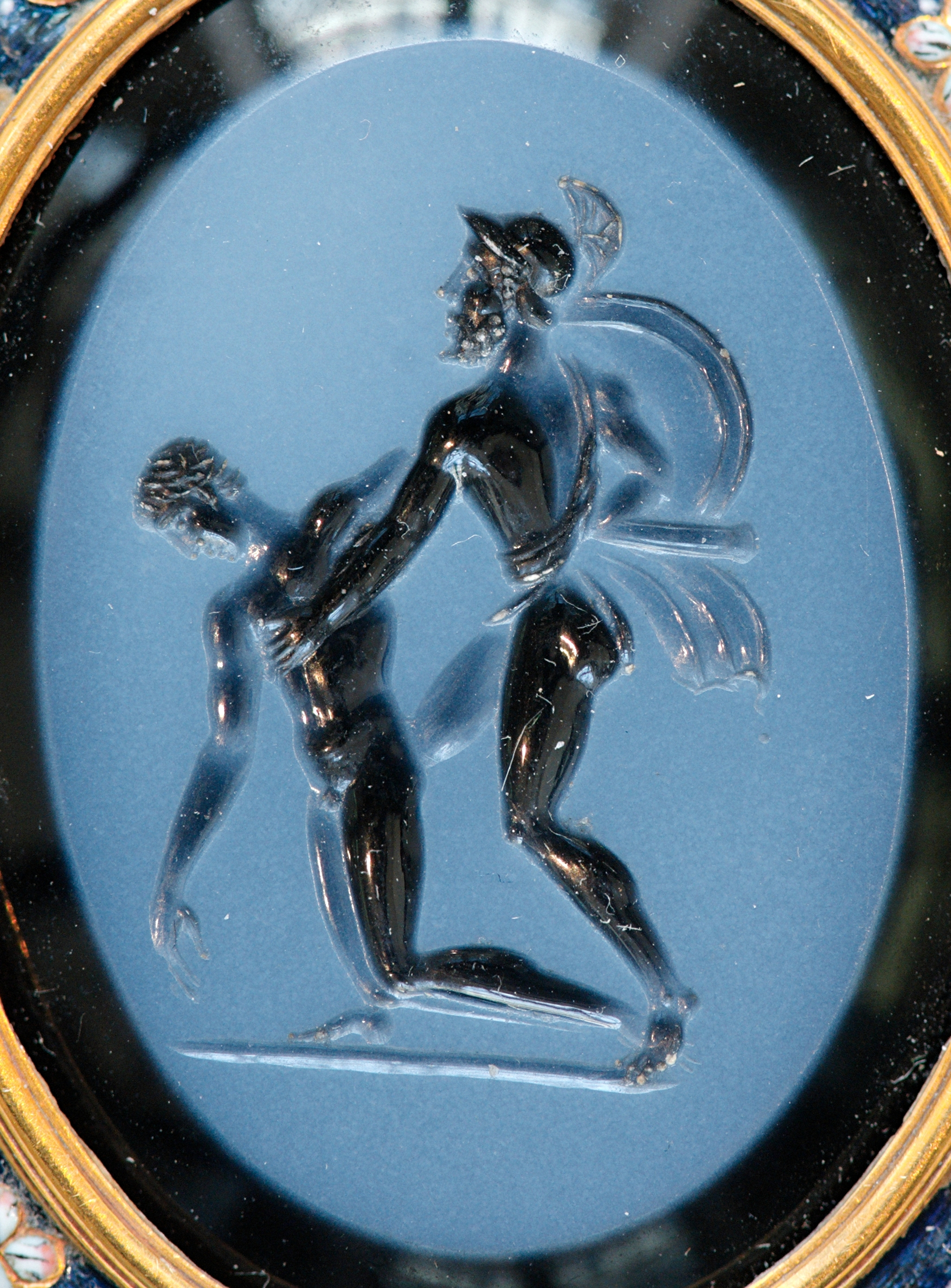
Guerrero que ayuda a un camarada moribundo. o I d. C.

Las cortes medievales y la borgoñona bajomedievales recogieron y encargaron gemas, y comenzaron a utilizarlas para los retratos. El Museo Británico tiene lo que probablemente sea un retrato sentado de Juan I, duque de Berry en un zafiro en una talla hueca, y el Hermitage tiene un camafeo con la cabeza de Carlos VII de Francia.
El interés también revivió en la Italia del Renacimiento temprano, donde Venecia pronto se convirtió en un centro de producción particular. Junto con las estatuas romanas y los sarcófagos recién excavados, las gemas antiguas fueron fuentes primordiales para los artistas ansiosos por recuperar un vocabulario figurativo clásico. Se hicieron copias en bronce fundido de gemas, que circularon por Italia y luego por Europa. Entre muchos ejemplos de préstamos que se pueden rastrear con confianza están: la gema de Félix o Diomedes propiedad de Lorenzo el Magnífico (véase más abajo), con una pose inusual, que fue copiada por Leonardo da Vinci y bien puede haber proporcionado el "punto de partida" para un ignudi de Miguel Ángel en el techo de la Capilla Sixtina.  Otra de las gemas de Lorenzo sirvió, probablemente a través de un dibujo de Perugino, para una pose utilizada por Rafael.
En el siglo XVI, las gemas talladas y grabadas se recogieron en toda Europa para los gabinetes de curiosidades, y su producción revivió en estilos clásicos; como los cortadores de gemas del siglo XVI que trabajan con los mismos tipos de ónix y otras piedras duras y que usaron virtualmente las mismas técnicas, produjeron obras de arte glíptico, a menudo pensadas como falsificaciones, en tal cantidad que comprometieron el mercado que para ellas existía, como observó Gisela Richter en 1922. Incluso hoy, Sir John Boardman admite que "a veces no sabemos si lo que estamos viendo pertenece al siglo I o al XV, una confesión triste para cualquier historiador del arte". Otras gemas del Renacimiento revelan su fecha al mostrar escenas mitológicas derivadas de la literatura que no formaban parte del repertorio visual en los tiempos clásicos, o tomaron prestadas composiciones de pinturas del Renacimiento, y usaron "composiciones con bastante más figuras de las que cualquier antiguo grabador hubiera tolerado o intentado".  Entre los artistas, Rubens fue un notable coleccionista.

## Tradiciones paralelas
Las gemas grabadas aparecen en la Biblia, especialmente cuando se describen el hoshen y el efod usado por el Sumo Sacerdote; aunque estos estaban inscritos con los nombres de las tribus de Israel en letras, en lugar de cualquier imagen.  Algunas gemas judías identificables sobreviven del mundo clásico, incluida Persia, en su mayoría con el nombre del propietario en hebreo, pero algunas con símbolos como la menorá. Muchas gemas están inscritas en el mundo islámico, típicamente con versos del Corán, y algunas veces las gemas en la tradición occidental también simplemente contienen inscripciones. 
Muchas culturas asiáticas y de Oriente Medio tienen sus propias tradiciones, aunque, por ejemplo, la importante tradición china de piedras preciosas talladas y piedras duras, especialmente la talla de jade, es más amplia que la europea y se concentró en una piedra de cara plana que podría encajar en un anillo. El grabado del sello cubre la inscripción que se imprime mediante estampado, que casi siempre solo contiene guiones en lugar de imágenes. La otra decoración del sello en sí no estaba destinada a ser reproducida. 

## Iconografía

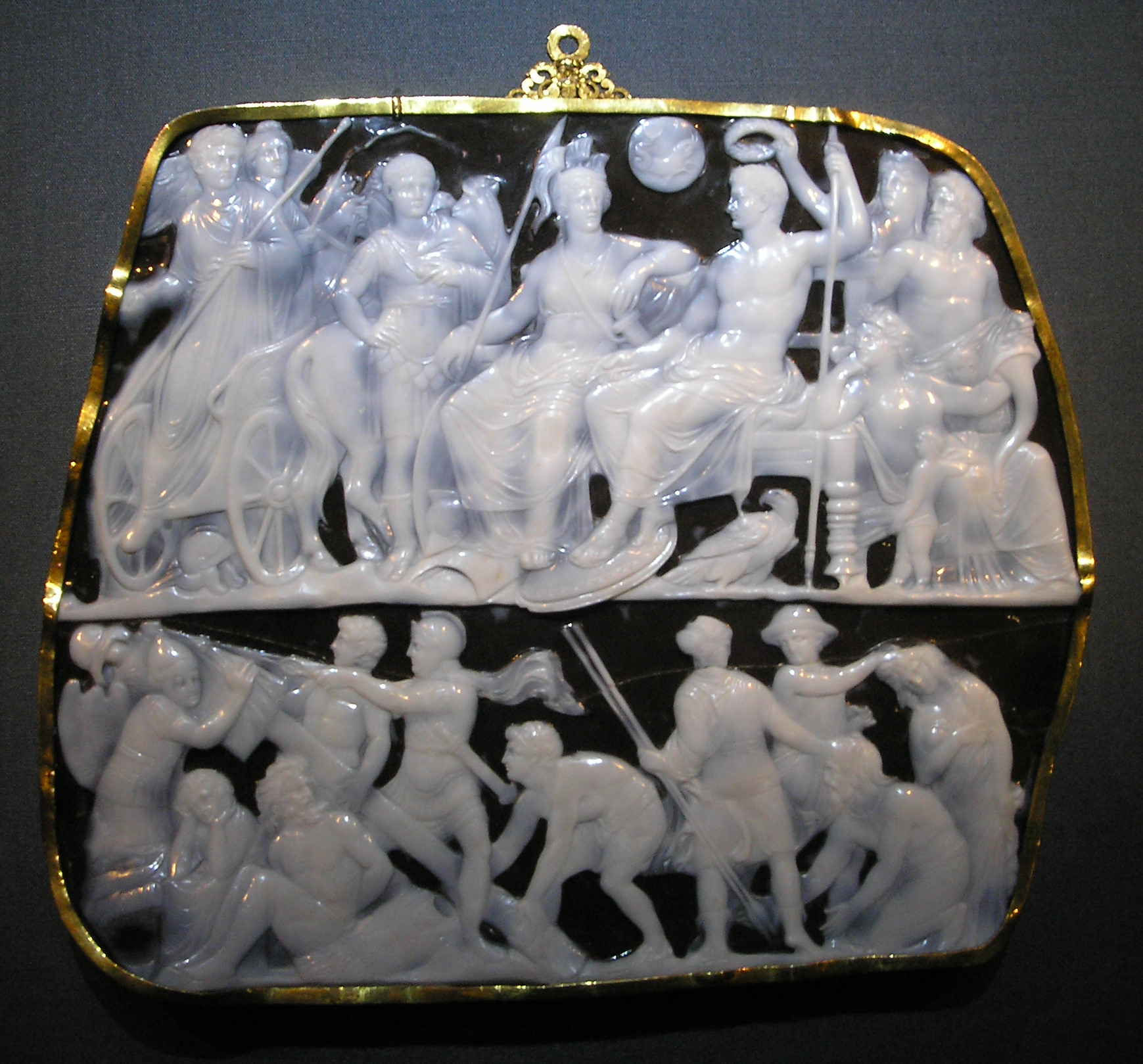
El camafeo Gema augustea, en dos capas de ónix; 19 × 23 cm.

La iconografía de las gemas es similar a la de las monedas, aunque más variada. Las gemas tempranas en su mayoría muestran animales. Eran comunes los dioses, los sátiros y las escenas mitológicas y se representaban las estatuas famosas: a menudo gran parte del conocimiento moderno de las poses de las estatuas perdidas del culto griego, como la Atenea Promacos, proviene del estudio de las gemas, que a menudo tienen imágenes más claras que las monedas. Una gema griega del siglo VI a. C., ya muestra a Áyax el Grande suicidándose, con su nombre inscrito. La historia de Hércules fue, como en otras artes, la fuente más común de temas narrativos. Una escena puede ser el tema de una gema arcaica temprana, y ciertamente aparece en los ejemplos del siglo VI a. C. del período arcaico posterior.
Los retratos de monarcas se encuentran a partir del período helenístico en adelante, aunque como no suelen tener inscripciones de identificación, muchas no pueden identificarse con un sujeto. En el período imperial romano, los retratos de la familia imperial se producían a menudo para el círculo de la corte, y muchos de ellos han sobrevivido, especialmente algunos camafeos espectaculares de la época de Augusto. Como objetos privados, producidos sin duda por artistas entrenados en la tradición de las monarquías helenísticas, su iconografía es menos inhibida que el arte público estatal del período acerca de mostrar los atributos divinos y los asuntos sexuales. La identidad e interpretación de las figuras en la Gema Augustea sigue sin estar clara. Varias gemas del mismo período contienen escenas aparentemente de la epopeya perdida sobre el Saqueo de Troya, de las cuales la mejor es de Dioscórides (Chatsworth House).
El Renacimiento y las gemas posteriores siguen dominadas por los temas del repertorio helenístico, aunque también se produjeron retratos en estilos contemporáneos. 

## Coleccionistas

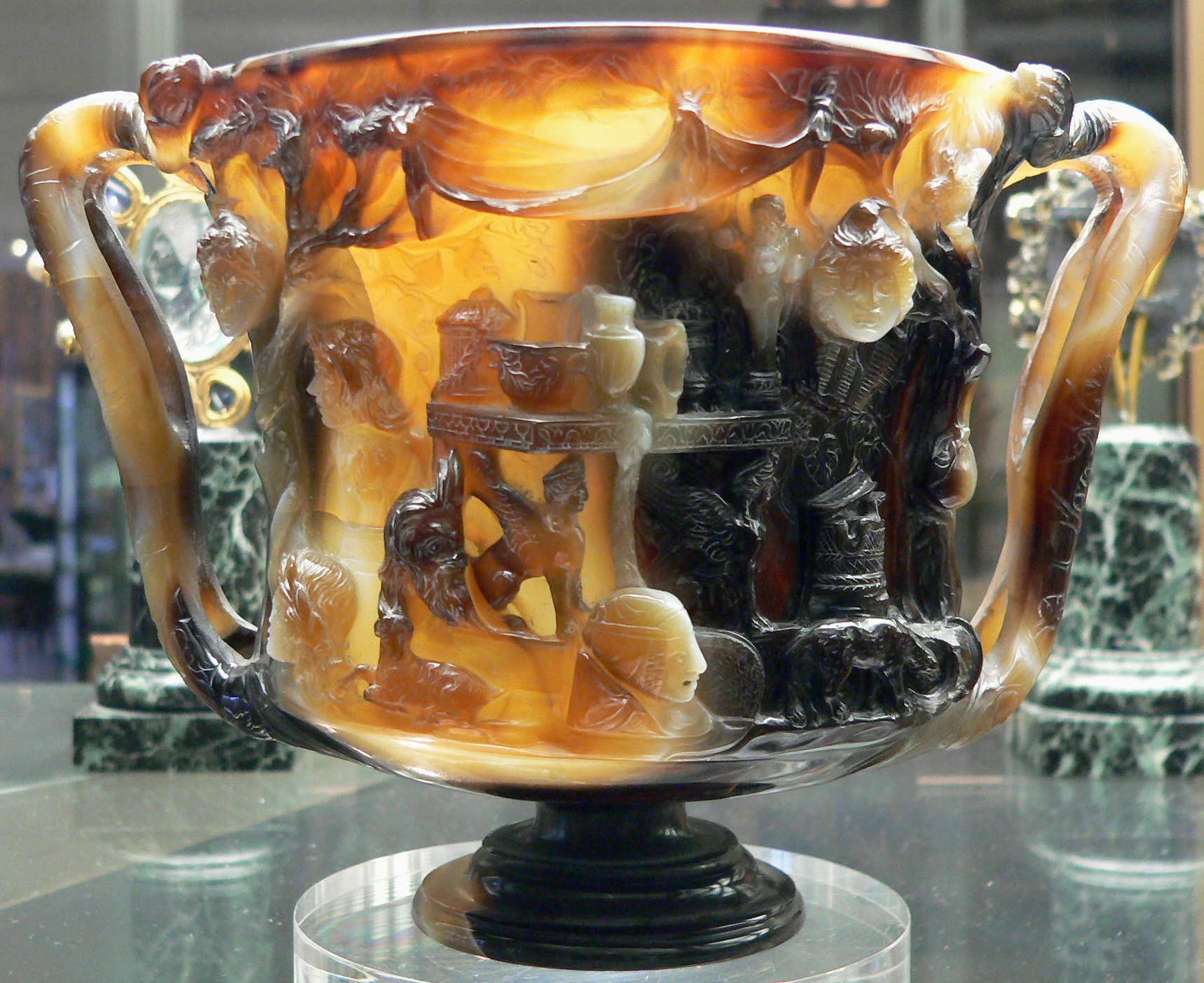
La Copa de los Tolomeos (Cabinet des Médailles, París).

Los coleccionistas famosos comienzan con el rey Mitrídates VI del Ponto (m. 63 a. C.), cuya colección formó parte del botín de Pompeyo el Grande, que la donó al Templo de Júpiter en Roma. Julio César estaba decidido a superar a Pompeyo en esta como en otras áreas, y más tarde cedió seis colecciones a su propio Templo de Venus Genetrix; según Suetonio, las gemas se encontraban entre sus variadas pasiones coleccionistas. Muchos emperadores posteriores también coleccionaron gemas. Los capítulos 4-6 del libro 37 de la Historia natural de Plinio el Viejo tienen un resumen de la historia del arte en la tradición griega y romana, y del coleccionismo romano. Según Plinio, Marco Emilio Escauro (pretor en 56 a. C.) fue el primer coleccionista romano.
Como en períodos posteriores, los objetos tallados en piedra redonda semipreciosa fueron considerados como una categoría similar de objetos; estos también son conocidos como tallas de piedra dura. Uno de los más grandes, la Copa de los Tolomeos fue probablemente donado a la Basílica de Saint-Denis, cerca de París, por Carlos el Calvo, como lo indica la inscripción en su antiguo montaje carolingio de oro con gemas; pudo haber pertenecido a Carlomagno. Una de las mejores colecciones de este tipo de vasos, aunque en su mayoría lisas y sin decoración tallada, fue saqueada de Constantinopla en la Cuarta Cruzada, y se encuentra en el Tesoro de la Basílica de San Marcos en Venecia. Muchos de estos conservan los soportes medievales que los adaptaron para uso litúrgico. Al igual que la Copa de los Tolomeos, la mayoría de los objetos de los museos europeos los perdieron cuando se convirtieron en objetos de interés clasicista desde el Renacimiento en adelante, o cuando se eliminaron las monturas por el valor de los materiales, como sucedió a muchos en la Revolución Francesa. 

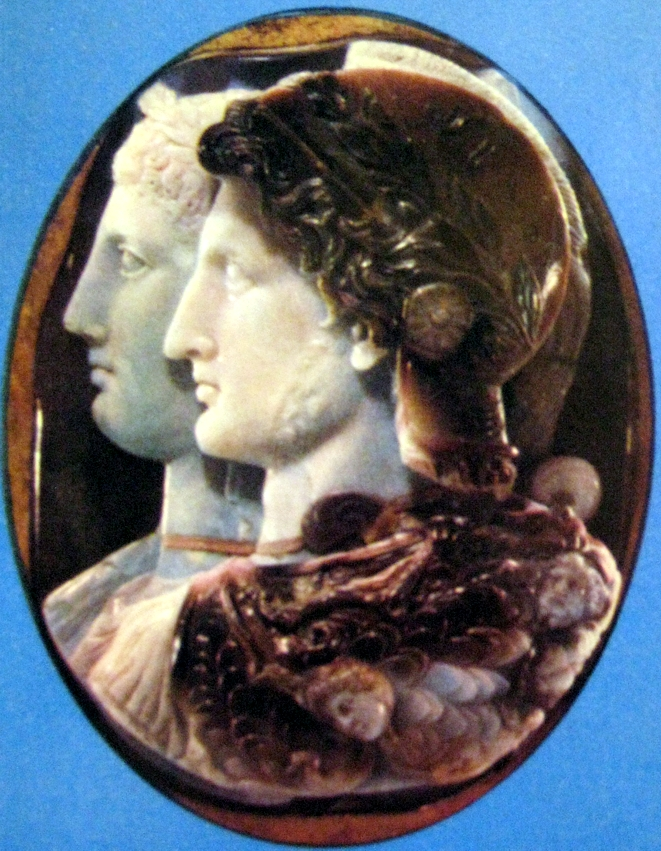
El camafeo Gonzaga, tallado en ónix indio (Museo del Hermitage, San Petersburgo). La gema mide 15,7 × 11,8 cm.

La colección de 827 gemas grabadas del papa Pablo II, que incluía la "gema Félix" de Diomedes con el paladio, fue adquirida por Lorenzo el Magnífico; la colección Médici incluía muchas otras gemas y era legendaria, valorada en inventarios mucho más alto que sus Botticelli. Así como los coleccionistas chinos, Lorenzo tenía todas sus gemas inscritas con su nombre.
El Camafeo Gonzaga pasó por una serie de colecciones famosas antes de descansar en el Hermitage. Conocido por primera vez en la colección de Isabel de Este, pasó a los duques Gonzaga de Mantua, al emperador Rodolfo II, a la reina Cristina de Suecia, al cardenal Decio Azzolini, a Livio Odescalchi, al duque de Bracciano y al papa Pío VI antes de que Napoleón se lo llevara a París, donde la emperatriz Josefina se lo dio a Alejandro I de Rusia después de la caída de Napoleón, como muestra de buena voluntad. Sigue en disputa si el camafeo es una obra alejandrina del siglo III a. C., o una imitación de la dinastía Julio-Claudia del siglo I.
Tres de las más grandes joyas de la antigüedad fueron creadas para miembros de la dinastía Julio-Claudia y parecen haber sobrevivido desde la antigüedad. La gran Gema augustea apareció en 1246 en la tesorería de la Basílica de San Sernin, Toulouse.  En 1533, el rey Francisco I se la apropió y la trasladó a París, donde pronto desapareció alrededor de 1590. No mucho tiempo después, se conocieron 12,000 piezas de oro del emperador Rodolfo II; permanecen en Viena, junto a la gema Claudia. La gema grabada plana más grande conocida desde la antigüedad es el Gran Camafeo de Francia, que ingresó (o volvió a ingresar) en la colección real francesa en 1791 del tesoro de la Sainte-Chapelle, donde había estado desde al menos 1291. 

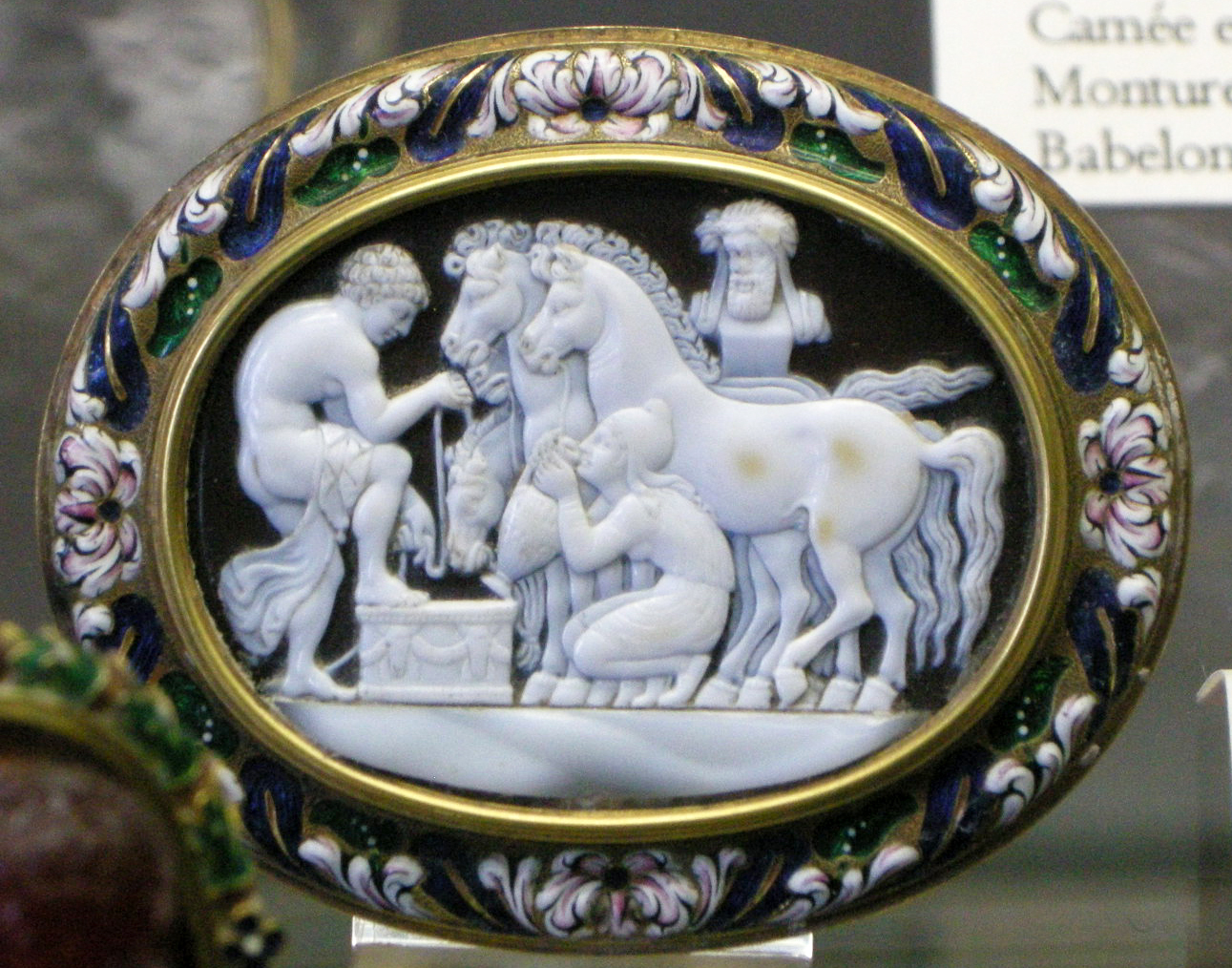
Camafeo del con Troilo y Políxena sorprendidos por Aquiles. Montaje posterior.

En Inglaterra, Enrique, príncipe de Gales, compró el gabinete del anticuario flamenco Abraham Gorlaeus en 1609, y gemas grabadas entre las antigüedades reunidas por Thomas Howard, XXI conde de Arundel. Más adelante en el mismo siglo, William Cavendish, segundo duque de Devonshire, formó una colección de gemas que aún se conservan en Chatsworth. En el siglo XVIII, Henry Howard, IV conde de Carlisle, montó un gabinete de gemas más exigente, siguiendo el consejo de Francesco Maria Zanetti y Francesco Ficoroni. 170 de las gemas de Carlisle, tanto clásicas como posclásicas, se compraron en 1890 para el Museo Británico. 
A mediados del siglo XVIII, los precios habían alcanzado tal nivel que las grandes colecciones solo podían ser formadas por los muy ricos; los coleccionistas menores tenían que conformarse con la colección de moldes de yeso, que también eran muy populares, o la compra de uno de los muchos catálogos ilustrados de colecciones que se publicaron. La colección de Catalina la Grande está en el Museo del Hermitage; una gran colección que había comprado era las gemas de la colección de Orléans. Luis XV de Francia contrató a Dominique Vivant para formar una colección para Madame de Pompadour. 

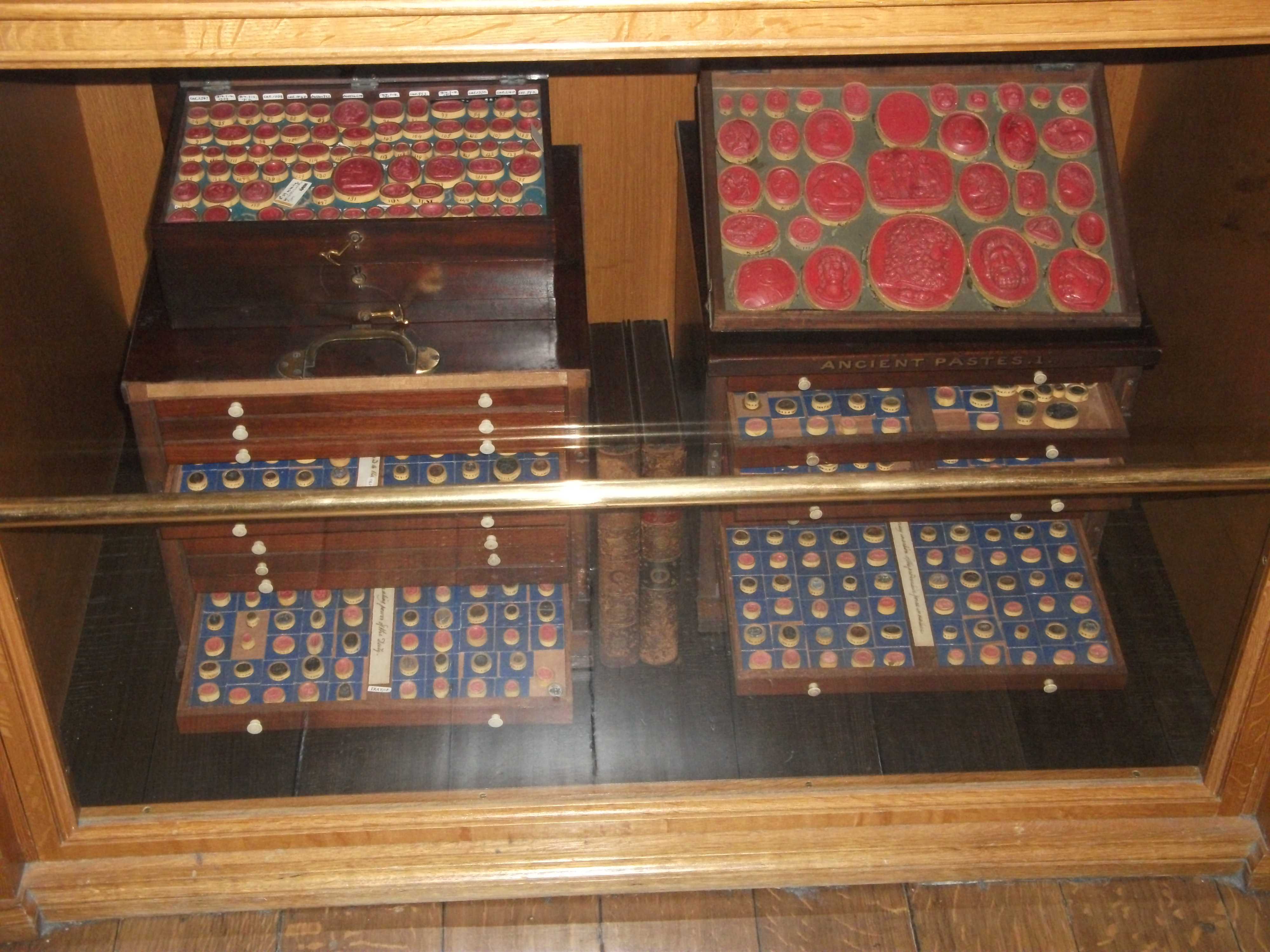
Moldes ("pastas") de gemas en armarios de coleccionistas.

En el siglo XVIII, los aristócratas británicos pudieron superar incluso a los agentes de los coleccionistas reales y principescos en el Continente, con la ayuda de conocedores y comerciantes como el conde Antonio Maria Zanetti y Philipp von Stosch. Zanetti viajó a Europa en busca de gemas escondidas en colecciones privadas para los aristócratas británicos; su propia colección se describió en AF Gori, Le gemme antiche di Anton Maria Zanetti (Venecia, 1750), ilustrada con ochenta planchas de grabados de sus propios dibujos. El barón Philipp von Stosch (1691–1757), un prusiano que vivió en Roma y luego en Florencia, fue un importante coleccionista, así como un comerciante de gemas grabadas: "sin escrúpulos, y en su tiempo libre un espía para Inglaterra en Italia ".  Entre sus contemporáneos, Stosch hizo una impresión duradera con Gemmæ Antiquæ Cælatæ (Pierres antiques graveés) (1724), en la que los grabados de Bernard Picart reproducían setenta piedras antiguas talladas en ónix, jaspe y cornalina de colecciones europeas. También alentó a Johann Lorenz Natter (1705–1763) a quien Stosch se encargó de copiar antiguas gemas talladas en Florencia. Federico el Grande de Prusia compró la colección de Stosch en 1765 y construyó el Templo Antiguo en el parque del Palacio Sanssouci para albergar sus colecciones de esculturas antiguas, monedas y más de 4.000 gemas. Las dos se agruparon naturalmente. Las gemas están ahora en el Antikensammlung Berlin. 

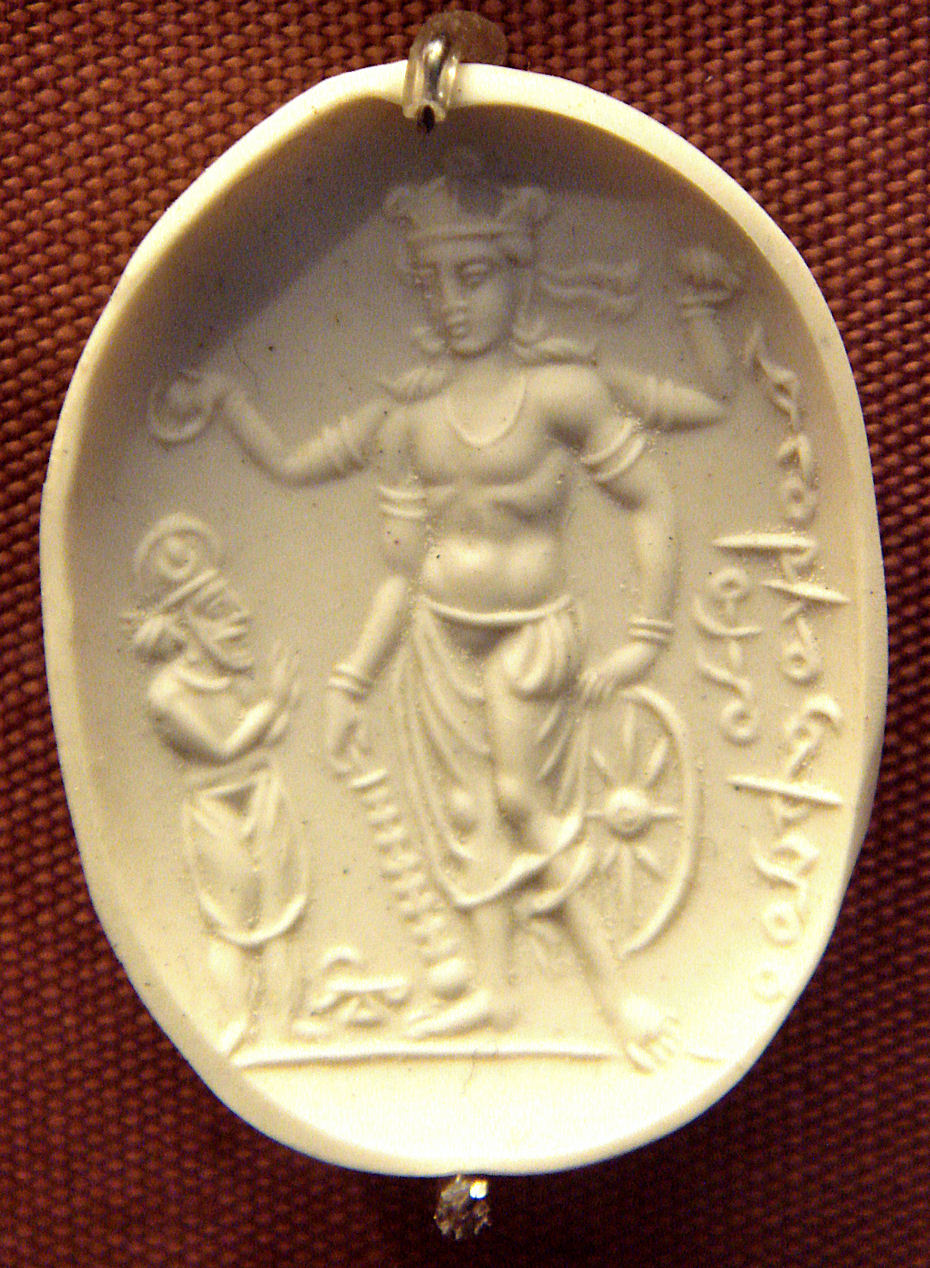
Vishnu Nicolo Seal es un molde de ónix que representa a Vishnu bendiciendo a un devoto, Afganistán o Pakistán, del al. La inscripción en cursiva bactriana dice: "Mikira, Vishnu y Shiva".

La colección de José Smith, cónsul británico en Venecia fue comprada por Jorge III de Inglaterra y permanece en la Colección Real. Las colecciones de Charles Towneley, Richard Payne Knight y Clayton Mordaunt Cracherode fueron compradas o legadas al Museo Británico, fundando su colección muy importante.
Pero la colección inglesa más famosa fue la formada por el cuarto duque de Marlborough (1739–1817). Incluía colecciones que antes pertenecieron a los Gonzaga de Mantua (posteriormente propiedad de Lord Arundel), al II conde de Bessborough y al hermano de Lord Chesterfield. La colección, que incluye su camafeo más famoso, la "gema de Marlborough" que representa una ceremonia de iniciación de Cupido y Psique, se dispersó después de una venta en 1899, afortunadamente programada para los nuevos museos estadounidenses y proporcionó el núcleo de la colección del Museo Metropolitano de Arte de Nueva York y otros lugares, con el grupo más grande, alrededor de 100 en el Museo Walters, Baltimore.
El príncipe Stanisław Poniatowski (1754–1833) "comisionó unas 2500 gemas y alentó la creencia de que, de hecho, eran antiguas".  Presentó un conjunto de 419 impresiones de escayola de su colección al Rey de Prusia, que ahora forma el Daktyliothek Poniatowski en Berlín, donde fueron reconocidas como modernas en 1832, principalmente porque se encontraron firmas de artistas antiguos de tiempos muy diferentes en las gemas. Un estilo demasiado consistente.

## Los artistas

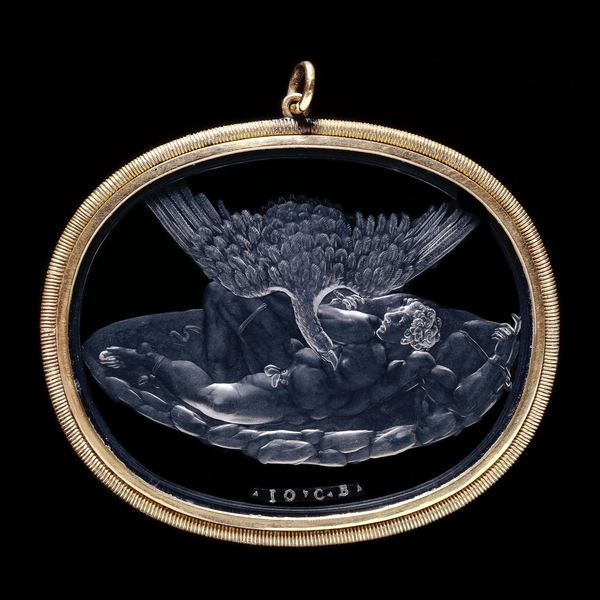
El castigo de Ticio, un intaglio de cristal de roca de Giovanni Bernardi.

Como en otros campos, no se conocen muchos nombres de artistas antiguos a partir de fuentes literarias, aunque algunas gemas están firmadas. Según Plinio, Pirgoteles fue el único artista autorizado para tallar gemas para los anillos de sello de Alejandro Magno. La mayoría de los artistas romanos más famosos eran griegos, como Dioscórides, que se cree que produjo la Gema Augusta, y está registrado como el artista de los anillos con sello de Augusto: muy cuidadosamente controlados, permitieron que se emitieran órdenes en su nombre por sus colaboradores más confiables.  Otras obras sobreviven firmadas por él y su hijo Hilo también fue un grabador de gemas.
La familia Anichini fue una familia de artistas importante en Venecia y en otros lugares en los siglos XV y XVI. Otros talladores especializados incluyen a Giovanni Bernardi (1494–1553), Giovanni Jacopo Caraglio (c. 1500–1565), Giuseppe Antonio Torricelli (1662–1719), el alemán-italiano Anton Pichler (1697–1779) y sus hijos Giovanni y Luigi, Charles Christian Reisen (anglo-noruego, 1680–1725).  Otros escultores también tallaban gemas, o tenían a alguien en su taller que lo hacía. Leone Leoni dijo que él personalmente pasó dos meses fabricando una gema de camafeo de doble cara con retratos del emperador romano Romano Carlos V y su esposa e hijo.
El escocés James Tassie (1735–1799) y su sobrino William (1777–1860) desarrollaron métodos para tomar impresiones duras de gemas antiguas y también para fundir nuevos diseños de cera tallada en esmalte, permitiendo una enorme producción de lo que realmente es imitación. Gemas grabadas.  El catálogo más completo de sus impresiones ("gemas Tassie") se publicó en 1791, con 15,800 artículos.  Hay conjuntos completos de impresiones en el Hermitage, el Victoria & Albert Museum en Londres y en Edimburgo.  Otros tipos de imitación se pusieron de moda para los broches para dama, como los camafeos de cerámica de Josiah Wedgwood en loza de jaspe.  La gema grabada quedó permanentemente pasada de moda alrededor de la década de 1860,.  Entre los últimos practicantes se encontraba James Robertson, quien con sensatez se mudó al nuevo arte de la fotografía.  Quizás el grabador de gemas más conocido del siglo XX, es el artista británico Ronald Pennell, cuyo trabajo se encuentra en la Colección del British Crafts Council, entre muchos otros. 

## Imitaciones

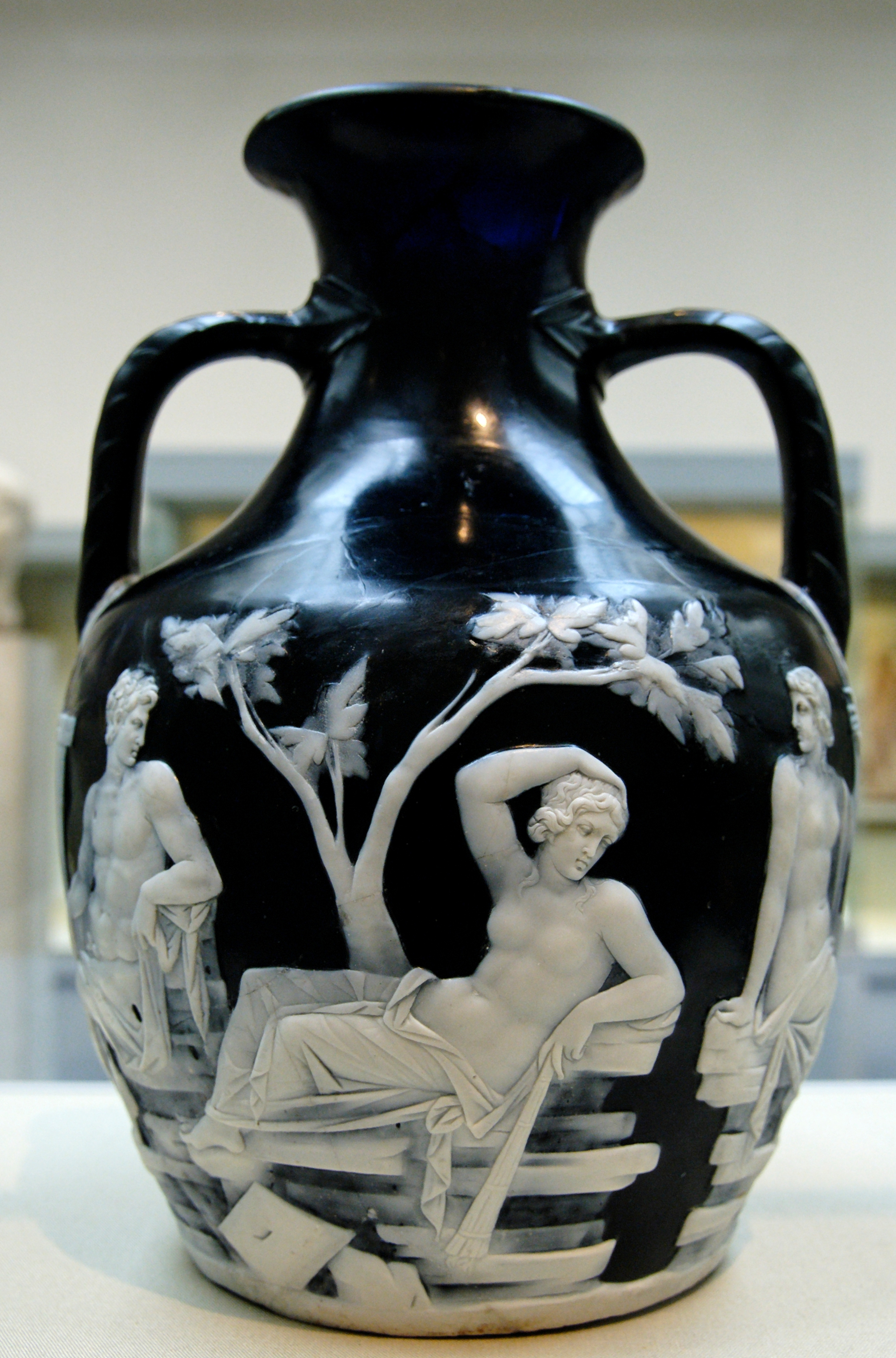
El Jarrón de Portland en camafeo romano de imitación de ónix.

El vidrio de camafeo fue inventado por los romanos en el año 30 a. C. para imitar los camafeos de piedra dura grabados, con la ventaja de que se podía lograr una estratificación constante incluso en vasos redondos, algo imposible con las gemas naturales. Sin embargo, fue muy difícil de fabricar, y las piezas sobrevivientes, en su mayoría famosas por el Jarrón de Portland, son en realidad mucho más raras que los camafeos de gemas romanas.  La técnica fue revivida en el siglo XVIII y especialmente en el siglo XIX en Inglaterra y en otros lugares, y se usó de manera más efectiva en el vidrio francés Art Nouveau que no intentó seguir los estilos clásicos. 
La Edad Media, en la que existían cartas y otros documentos sellados, al menos estaba tan interesados en usar sellos como en el mundo antiguo y entonces se los creó para ciudades e instituciones eclesiásticas, pero normalmente usaban matrices de metal y anillos de sello. Sin embargo, algunos objetos, como los Siete durmientes de Éfeso del siglo XIII, imitaron la gema grabada.
Otra consecuencia de la costumbre de las gemas grabadas es el gres fino poco translúcido llamado loza de jaspe, desarrollado por Josiah Wedgwood y perfeccionado en 1775.  Aunque la loza de jaspe mate blanco sobre azul es la línea de cerámica más familiar de Wedgwood, todavía en producción hoy en día y ampliamente imitada desde mediados del siglo XIX, también se produjo blanco sobre negro. Wedgwood hizo notables copias de loza de jaspe del Jarrón de Portland y la gema de Marlborough, una famosa cabeza de Antínoo, e interpretado en moldes de loza de jaspe de gemas antiguas de James Tassie. Los diseños neoclásicos de John Flaxman para loza de jaspe se llevaron a cabo en el relieve extremadamente bajo típico de la producción de camafeos. Algunas otras porcelanas imitaban camafeos de tres capas puramente con pintura, incluso en objetos inverosímiles como una bandeja de té plana de Sèvres de 1840.

## Investigadores
Las gemas fueron un tema favorito para los anticuarios del Renacimiento en adelante, que culminaron en el trabajo de Philipp von Stosch, descrito anteriormente. Se logró un gran progreso en la comprensión de las gemas griegas en el trabajo de Adolf Furtwängler (1853–1907, padre del director de orquesta, Wilhelm). Entre los estudiosos recientes, Sir John Boardman (n. 1927) ha hecho una contribución especial, concentrándose nuevamente en las gemas griegas. Gertrud Seidmann (1919–2013) se pasó a este material, habiendo sido previamente profesora de alemán. 

## Otras lecturas
- Boardman, John. Island Gems, 1963.
- Boardman, John. Archaic Greek Gems, 1968.
- Brown, Clifford M. (ed). Engraved Gems : Survivals and Revivals, National Gallery of Art Washington, 1997. ISBN 0-89468-271-7, ISBN 978-0-89468-271-1
- Barrett, Caitlín E. «Plaster Perspectives on "Magical Gems": Rethinking the Meaning of "Magic" in Cornell's Dactyliotheca». Cornell Collection of Antiquities. Cornell University Library. Archivado desde el original el 26 de mayo de 2015. Consultado el 26 de mayo de 2015.
- Kunz, George Frederick (1910-1911). «Lapidary and Gem Cutting».  En Chisholm, Hugh, ed. Encyclopædia Britannica. A Dictionary of Arts, Sciences, Literature, and General information (en inglés) (11.ª edición). Encyclopædia Britannica, Inc.; actualmente en dominio público. This has more detail about lapidary in the ancient world, although only based on research available in the early 20th century.